# Turiasaurus

Turiasaurus este un gen de paleontologic de dinozauri sauropozi gigantici care au trăit pe pamânt acum 145 milioane de ani la limita intre Jurasic și Cretacic în zonele fluviale din Europa.
Specia a fost definită în urma unui studiu al unor oase găsite în 2006 în apropierea orașului spaniol Riodeva din provincia Teruel.
Studiul unui os humerus de 1,79 metri lungime și de alte oase ale aceluiași schelet a estimat că acest saurus ar avea o lungime de 37 metri și o greutate cuprinsă între 40 și 48 tone. Potrivit dimensiunilor lui, acesti dinozauri au fost catalogați ca fiind cei mai mari din Europa și unii dintre cei mai mari din lume.
Numele dat acestei familii de dinozauri,Turiasaurus înseamnă " șopârlă de Turia " (Turia este un cuvânt folosit încă din secolul XII pentru a se referi la orașul Teruel). Numele dat speciei, riodevensis, face de asemenea referire la localitatea Riodeva.